# Kittie Bruneau
Pour les articles homonymes, voir Bruneau.
Kittie Bruneau (née Marguerite Bruneau) est une peintre et graveuse québécoise née à Montréal le 12 octobre 1929 et morte le 6 avril 2021 à Calgary.

## Biographie
Marguerite Bruneau naît le 12 octobre 1929 à Montréal.
Elle a fait des études à l'École du Musée des beaux-arts, entre 1946 et 1949, avant de poursuivre à l'École des beaux-arts de Montréal et au Montreal School of Art, en 1949, où elle travaille sous la direction de Ghitta Caiserman-Roth. Elle s'installe ensuite à Paris, où elle s'inscrit à l'Académie Julian, et où elle habitera jusqu'à la fin des années 1950. Elle présentera ses premières expositions dans plusieurs villes dont Montréal, Ottawa, Halifax et Paris.
Elle met ensuite la peinture de côté pour quelques années afin de s'adonner à la danse. Elle dansera dans la troupe de Maurice Béjart. Elle s'installe à Carrières-sur-Seine et se remet à la peinture. Sa démarche artistique demeurera influencée par son goût pour la danse.
En 1985, elle voyage au Japon, à Tokyo, où elle étudie la gravure sur bois avec Tōshi Yoshida.
Ses œuvres sont souvent associées au post-automatisme mais elle ne fait partie d'aucune école ou théorie particulière.
Elle a résidé l'été, pendant de nombreuses années (1961-1972), sur l'île Bonaventure, où elle avait maison et atelier. Les oiseaux de l'île auront été une inspiration importante dans son œuvre.
Elle réalise des murales, des vidéos et des livres d'artiste, pour lesquels elle collabore avec des écrivaines et écrivains tels que Françoise Bujold, Leonard Cohen, Serge Baguidy-Gilbert, Claude Haeffely et Michaël La Chance,.
Elle reçoit plusieurs bourses en reconnaissance de son travail et présente plus de 60 expositions individuelles. Elle est membre de Académie royale des arts du Canada.
Kittie Bruneau meurt le 6 avril 2021 à Calgary.
Le fonds d'archives de Kittie Bruneau est conservé au centre d'archives de Montréal de Bibliothèque et Archives nationales du Québec.

### Livres d'artiste
- 1980 - D’îles et d’ailes (avec poésies de Leonard Cohen, Claude Haeffely, Michaël La Chance, Jacques Renaud, ill. Kittie Bruneau), Montréal, Éditions de la Marotte. np. BNQ|CA/137 RES
- 1976 - Jusqu'au plomb (Livre d'artiste incluant six estampes de Kittie Bruneau et un texte de Claude Haeffely), Éditions du Chiendent, 30 exemplaires
- 1974 - Ah ouiche — t'en — plain, poésies de Françoise Bujold, avec des pointes sèches de Kittie Bruneau, Guilde Graphique.
- 1974 - Entre chien et loup (poésies de Michaël La Chance avec ill. Kittie Bruneau), Montréal, La Guilde Graphique, 9 pl. BNQ|RES/CA/38; SIGIRD| 02-1143038.
- 1973 - La Clef de l'envers (poésies de Michaël La Chance avec ill. Kittie Bruneau), Montréal, Éditions de la Marotte, n.p. BNQ|RES/CE/19
- 1969 - Mémoire animale (Livre d'artiste incluant six estampes de Kittie Bruneau et un texte de Serge Baguidy-Gilbert), La Guilde Graphique, 75 exemplaires

## Musées, galeries et collections publiques
- Art Gallery of Hamilton[6]
- Carleton University Art Gallery
- Collection d'œuvres d'art, Université de Montréal[7]
- Galerie Montcalm
- Musée d'art contemporain des Laurentides
- Musée d'art de Joliette
- Musée de Lachine
- Musée des beaux-arts de Sherbrooke
- Musée du Bas-Saint-Laurent
- Musée Laurier
- Musée national des beaux-arts du Québec[8]
- Museum London
- Musée régional de la Côte-Nord
- Simon Fraser Gallery
- The Robert McLaughlin Gallery
- Galerie Va savoir